# Renato Portaluppi
Renato Portaluppi vagy Renato Gaúcho (Guaporé, 1962. szeptember 9. –) brazil válogatott labdarúgó, edző.

## Pályafutása

### A válogatottban
1983 és 1993 között 41 alkalommal szerepelt a brazil válogatottban és 5 gólt szerzett. Részt vett az 1983-as és az 1991-es Copa Américan, illetve az 1990-es világbajnokságon. Tagja volt az 1989-es Copa Américan győztes válogatott keretének is.

## Sikerei, díjai

### Játékosként
Grêmio
- Copa Libertadores (1): 1983
- Interkontinentális kupa (1): 1983
- Gaúcho bajnok (2): 1985, 1986

Flamengo
- Brazil bajnok (1): 1987
- Brazil kupa (1): 1990

Cruzeiro
- Supercopa Sudamericana (1): 1992

Fluminense
- Carioca bajnok (1): 1992

Brazília
- Copa América (1): 1989

### Edzőként
Fluminense
- Brazil kupa (1): 2007

Grêmio
- Brazil kupa (1): 2016
- Copa Libertadores (1): 2017
- Gaúcho állami labdarúgó-bajnokság: 2018, 2019, 2020, 2023, 2024
- Recopa Sudamericana: 2018
- Recopa Gaúcha: 2019, 2023